# قلعه شمشیروند
قلعه شمشیروند مربوط به دوران‌های تاریخی پس از اسلام است و در شهرستان قزوین، بخش رودبارشهرستان، روستای انگورازوج واقع شده و این اثر در تاریخ ۱۷ اسفند ۱۳۸۱ با شمارهٔ ثبت ۷۶۹۱ به‌عنوان یکی از آثار ملی ایران به ثبت رسیده است.